# 边纸

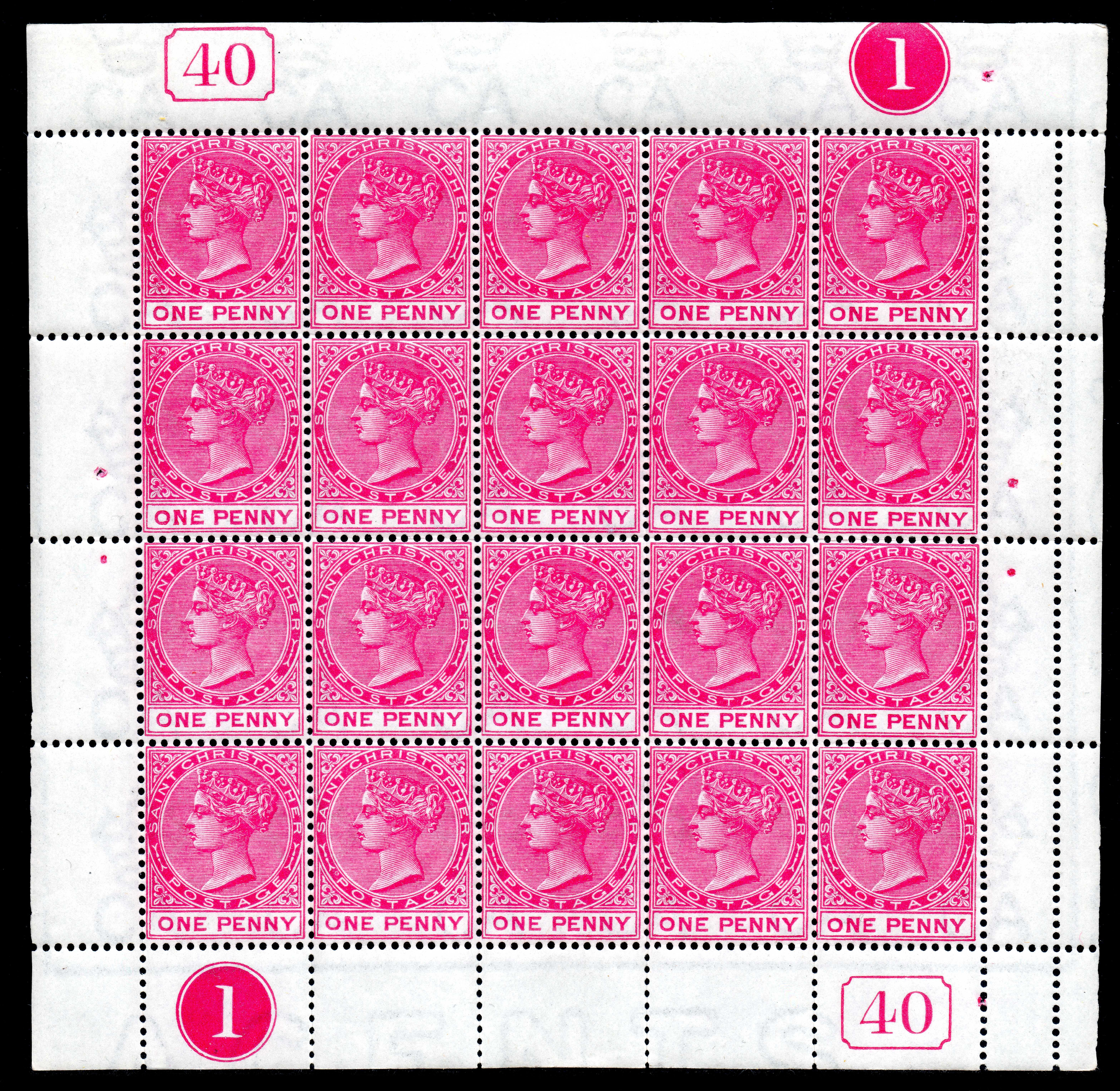
一版邮票四边的边纸

边纸是与邮票同处一张邮票纸，并用齿孔完全隔开的部分。可以简单理解为一版邮票上除开邮票以外的边缘部分。

## 作用
边纸通常会有印有与邮票内容相关的图案和文字，作为对邮票内容的补充和说明。有些边纸上还有票铭，作为对邮票特征的描述。

## 收藏价值
一般来说，带有边纸的邮票要比一般邮票更具收藏价值，如果带有票铭就更好了。

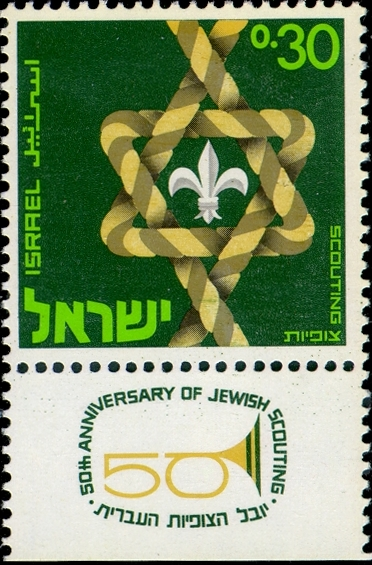
以色列1968年邮票的边纸
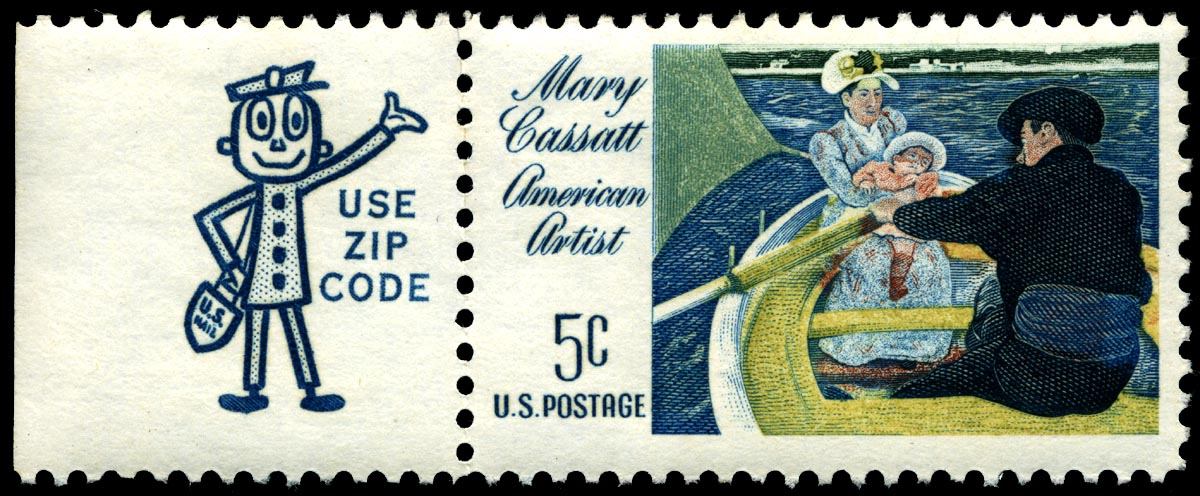
美國1966年邮票的边纸印上ZIP先生